# Berta Fick
Berta Fick, född 28 mars 1871 i Landskrona, död 27 september 1948 i Landskrona, var en svensk konstnär.
Hon var dotter till handlaren Adolf Fick och Emilie Liljeström. Fick studerade vid olika privata målarskolor i Stockholm. Hennes konst består av landskapsmålningar från olika delar av Sverige i olja eller akvarell. Fick är representerad vid Landskrona museum. Vid sidan av sitt konstnärskap var hon verksam inom diakoni och missionsarbete.